# Droga wojewódzka 992
Die Droga wojewódzka 992 (DW 992) ist eine 50 Kilometer lange Droga wojewódzka (Woiwodschaftsstraße) in der polnischen Woiwodschaft Karpatenvorland, die Jasło mit Ożenna und dem darauffolgenden Grenzübergang zur Slowakei verbindet. Die Strecke liegt im Powiat Jasielski.

## Streckenverlauf
Woiwodschaft Karpatenvorland, Powiat Jasielski
- Jasło (Jassel)
  -  → Zator – Nowy Sącz (Neu Sandez) – Grenzübergang Medyka ( Ukraine)
  -  → Kielce (Kjelzy) – Jasło

- Żółków
- Majscowa
- Zarzecze
- Świerchowa
- Łężyny
- Gorzyce
- Toki
- Nowy Żmigród (Schmiedeburg)
  -  → Gorlice (Görlitz) – Dukla

- Kąty
- Krempna
- Kotań
- Świątkowa Mała
- Grab
- Ożenna
-  Grenzübergang zur  Slowakei

## Modernisierung
| Abschnitt              | Typ    | Länge  | Baubeginn | Fertigstellung |
| ---------------------- | ------ | ------ | --------- | -------------- |
| Jasło: Verbindung –    | Neubau | 1,4 km |           | 02/2020        |
| Jasło: Südostumfahrung | Neubau | 2,1 km | 09/2019   | 08/2021        |